# Fontana di Proserpina

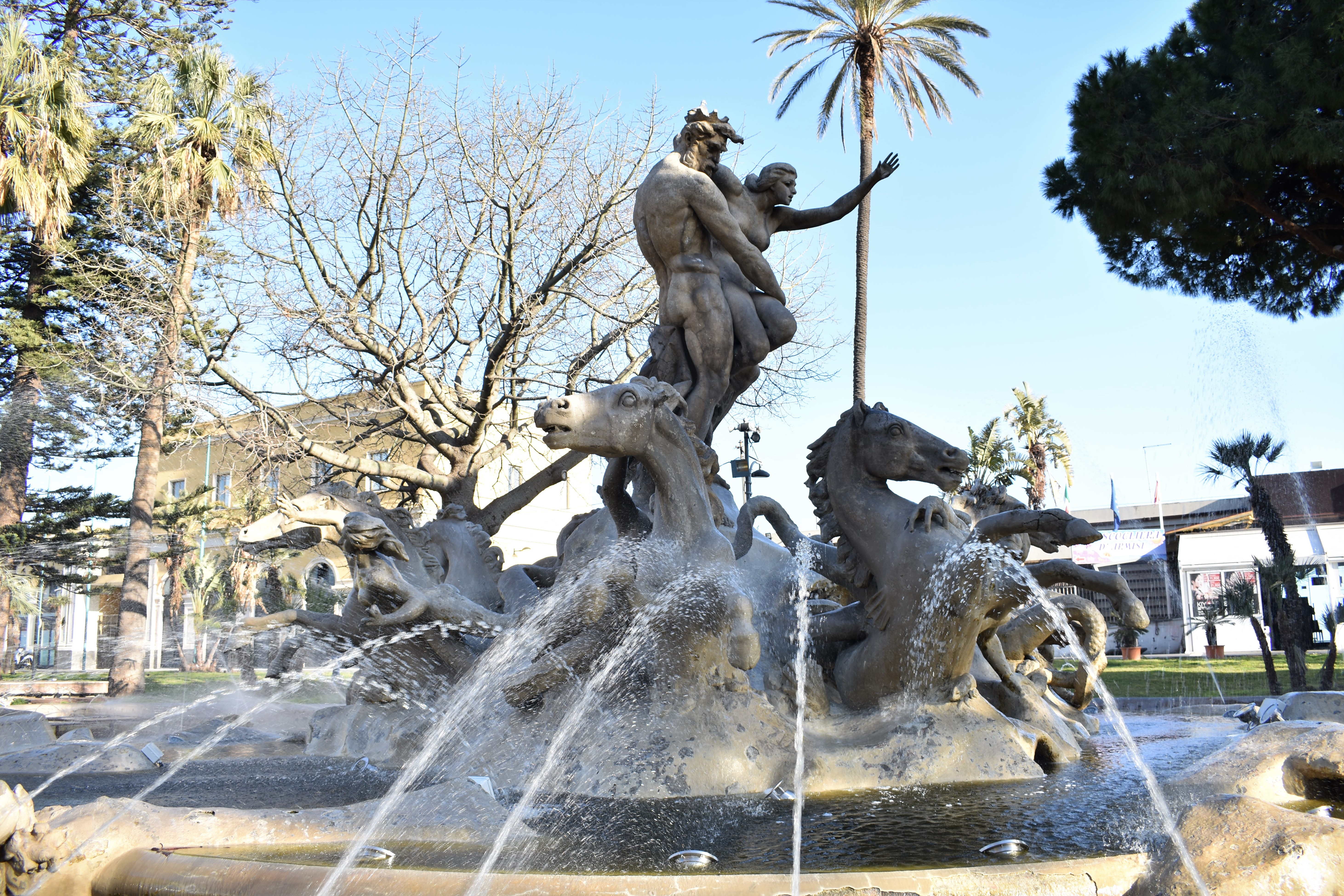
La fontana di Proserpina e sullo sfondo a sinistra la stazione centrale.

La fontana del Ratto di Proserpina è una monumentale opera scultorea ed idraulica della città di Catania, realizzata nel 1904 e posta al termine della via VI Aprile in posizione laterale all'edificio principale della stazione centrale di Catania.

## Storia
La realizzazione di una grande fontana che abbellisse la zona in cui, nel 1867, era nata la stazione ferroviaria e gli edifici connessi al suo funzionamento, fu affidata allo scultore Giulio Moschetti. Questi, che si avvalse della collaborazione del figlio Mario, propose lo sviluppo di un tema mitologico, il ratto di Proserpina, legato alla storia antica della regione geografica siciliana.

Secondo il mito greco, infatti, la dea Proserpina, figlia della dea della fertilità Demetra, proprio in Sicilia e precisamente nei pressi di Enna, era stata rapita da Ade, dio degli inferi, il quale l'aveva costretta al matrimonio e quindi a regnare con lui sottoterra. Tuttavia, venendo incontro alle preghiere della disperata madre Demetra, Ade aveva concesso alla moglie la possibilità di allontanarsi dagli inferi per un periodo annuale, corrispondente alle stagioni primaverili ed estive, dopo il quale tornava al suo fianco. Quale simbolo di prosperità ma anche di "viaggi" periodici, Proserpina fu la protagonista scelta, insieme ad Ade, quale soggetto nel progetto della fontana.

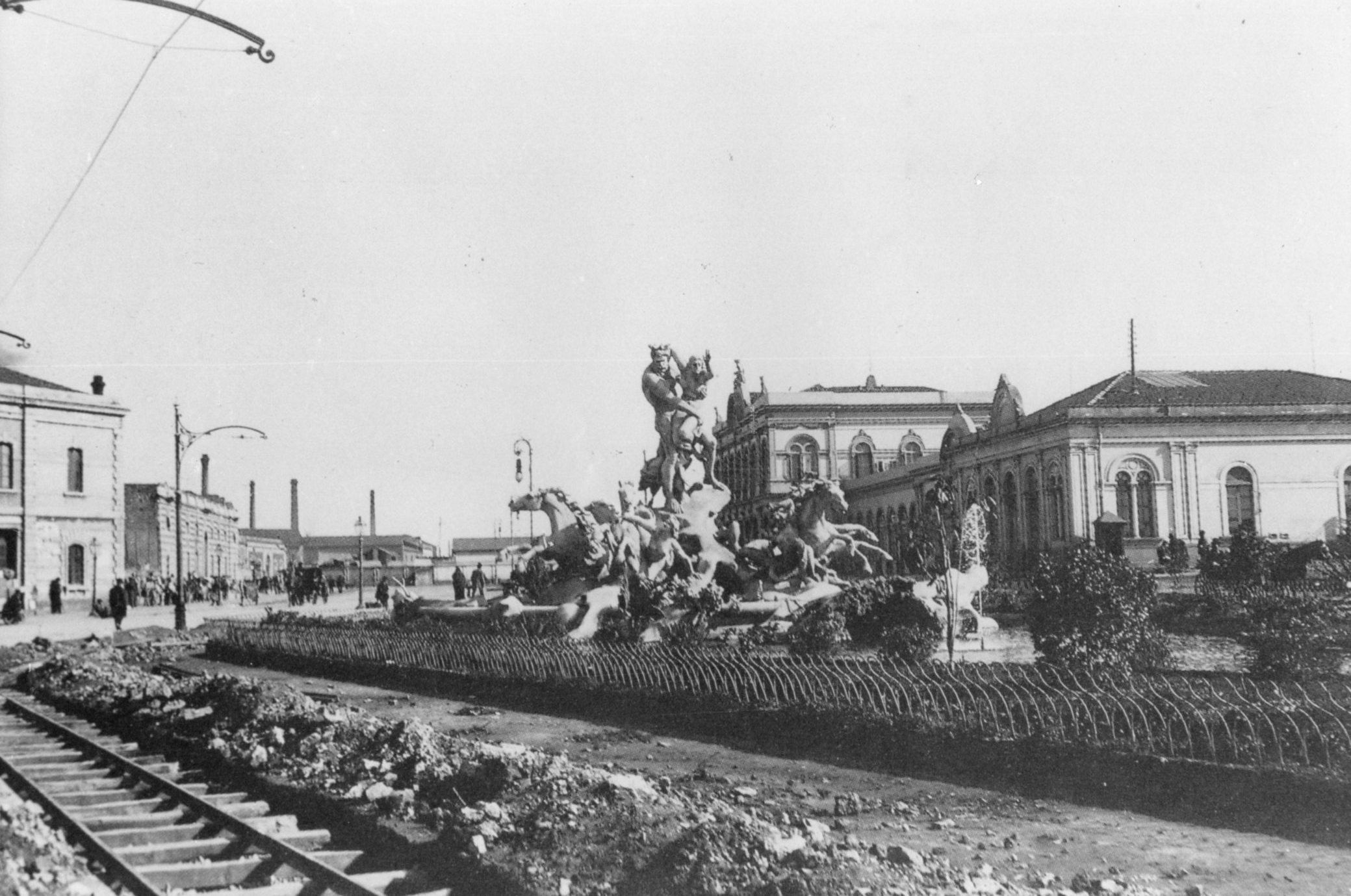
La fontana di Proserpina nel 1905.

Catania d'altronde non era nuova ai soggetti mitologici legati alla terra; da più di un secolo (1757) una fontana dedicata a Demetra (la latina Cerere), opera del palermitano Giuseppe Orlando, era già stata traslocata dal centro storico a Piazza Cavour, nel quartiere Borgo.
Giulio Moschetti ebbe a disposizione una notevole quantità di spazio. Il piazzale prospiciente la stazione era praticamente deserto e utilizzato per il transito delle carrozze e la zona in cui sarebbe sorta la fontana si presentava priva di vegetazione. Moschetti poté quindi pensare ad una vasca di notevoli dimensioni inusitate per Catania e in generale per tutta la Sicilia (in quanto l'unica fontana storica di simile estensione è la palermitana fontana Pretoria).
Moschetti, servendosi di un materiale allora poco utilizzato per opere pubbliche, il cemento grezzo, plastico ma economico, disegnò la vasca assai più grande rispetto al gruppo scultoreo da collocarvi, di forma articolata, con allargamenti e restringimenti. Anche la profondità è irregolare, con punti più bassi e più alti, che determinano un differente riflesso dell'acqua che sgorga da vari ugelli posti tutto intorno. Il gruppo scultoreo di Moschetti previde una notevole quantità di figure oltre ad Ade e Proserpina; questi vennero rappresentati nell'attimo drammatico del rapimento (qui qualcuno ritiene probabile un riferimento stilistico al lavoro di Gianlorenzo Bernini, anche se, ad es., Proserpina ha una gestualità espressionistica) in cima ad un rialzo roccioso ai cui piedi spiccano cavalli marini e sirene, in posizioni, atteggiamenti ed espressioni facciali differenti e vivaci. Le statue secondarie furono anch'esse modellate in cemento lisciato.
Nell'ultimo decennio del XX secolo la fontana di Proserpina è stata sottoposta a restauro.

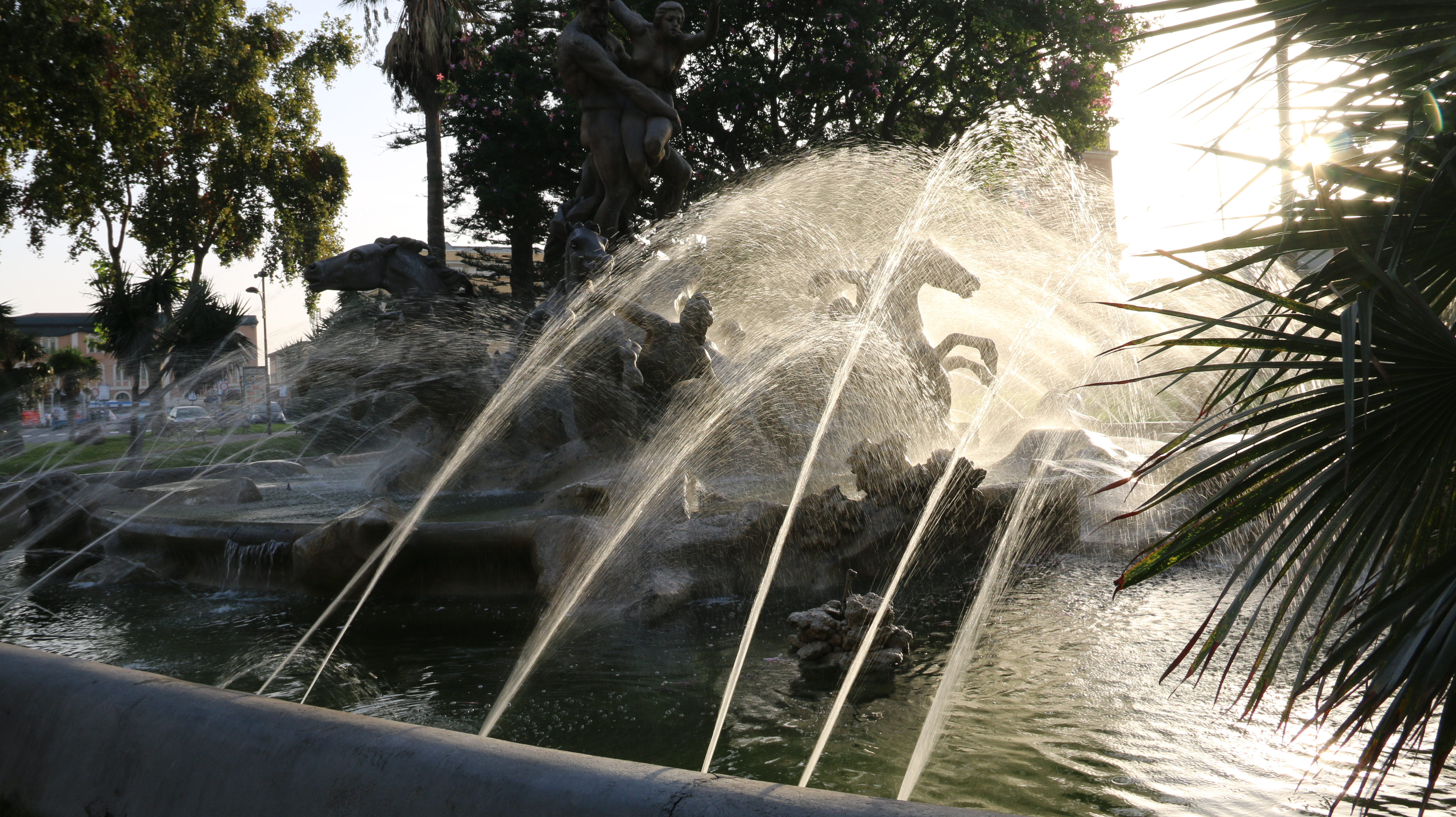
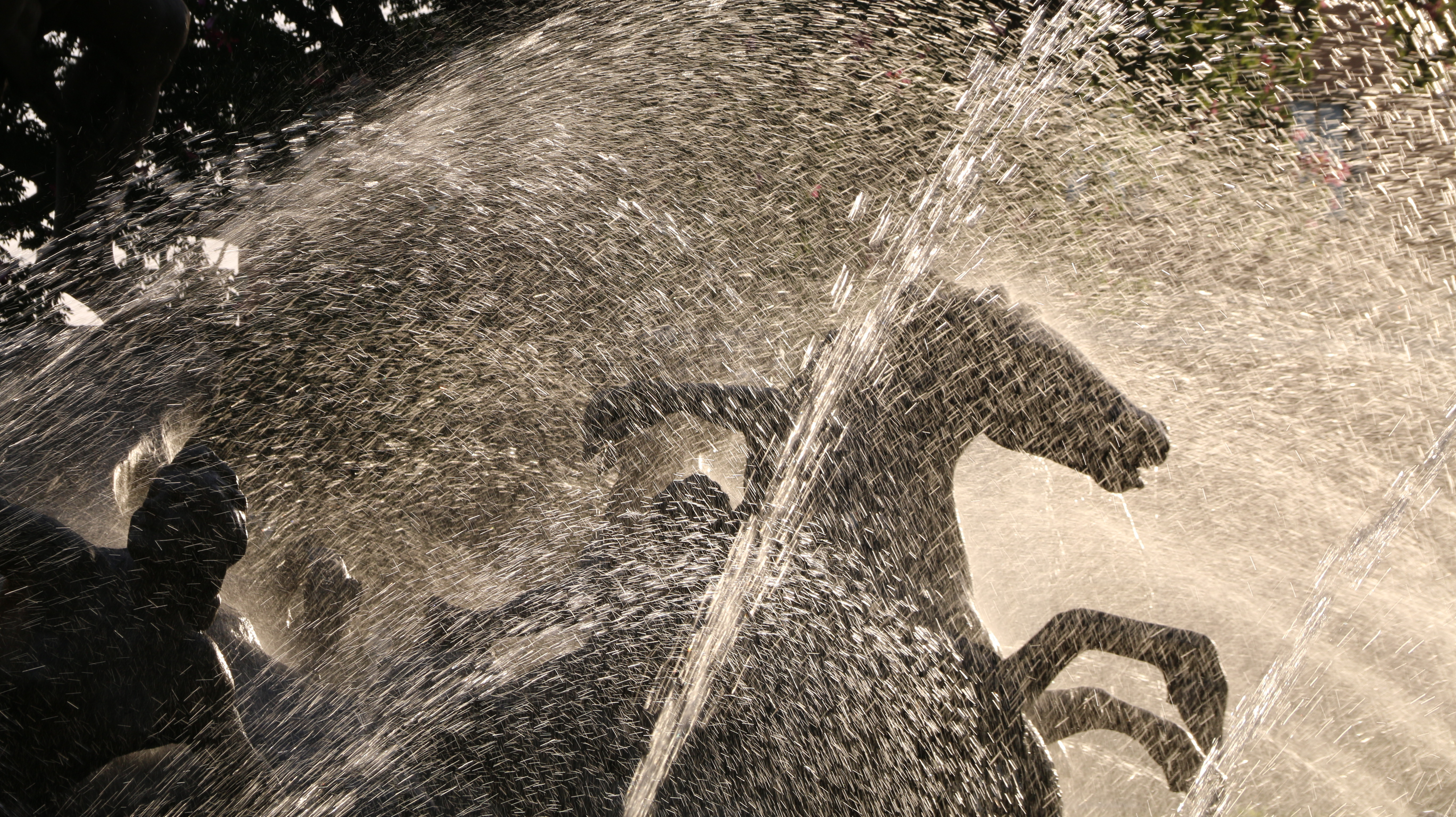
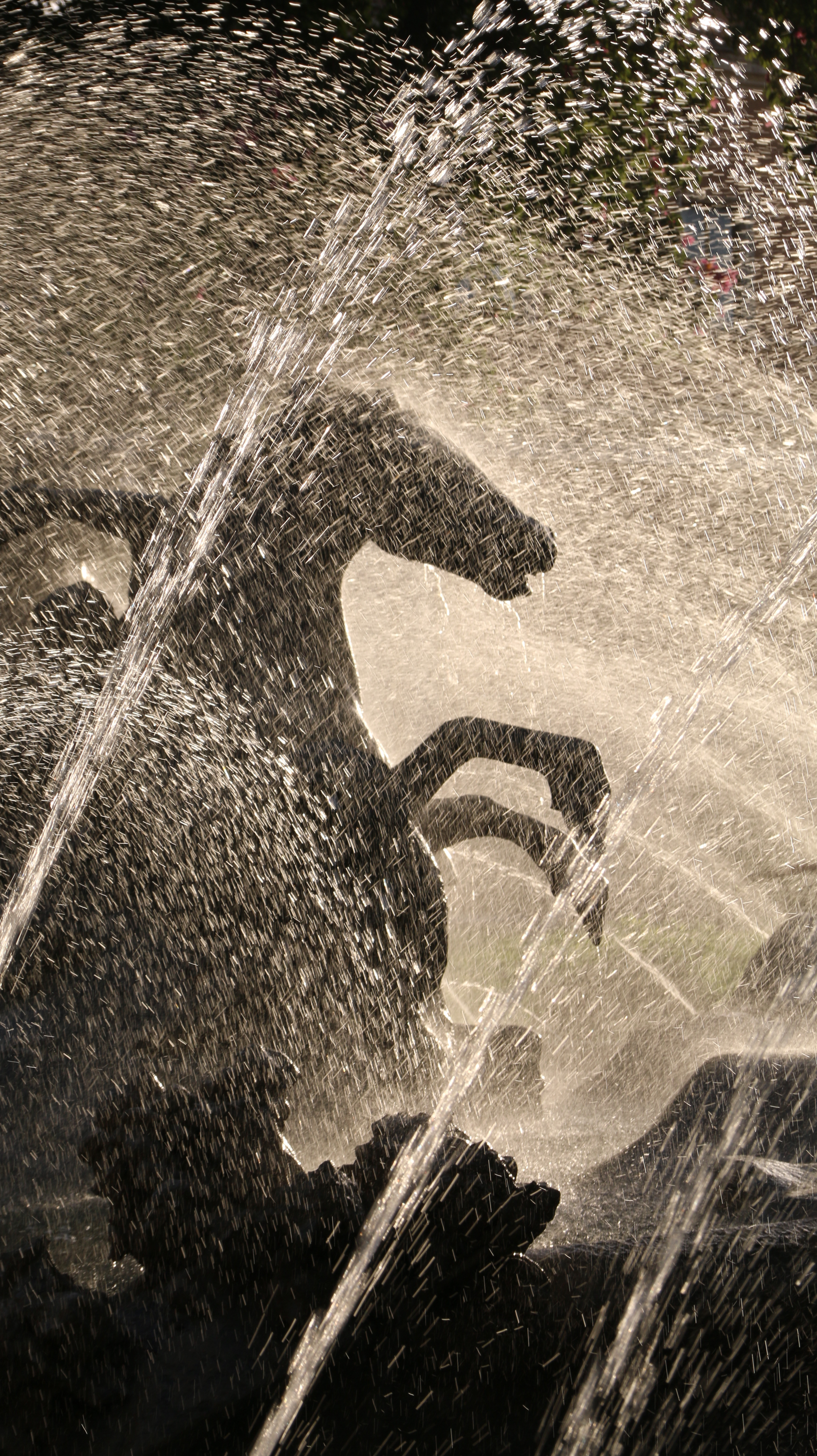
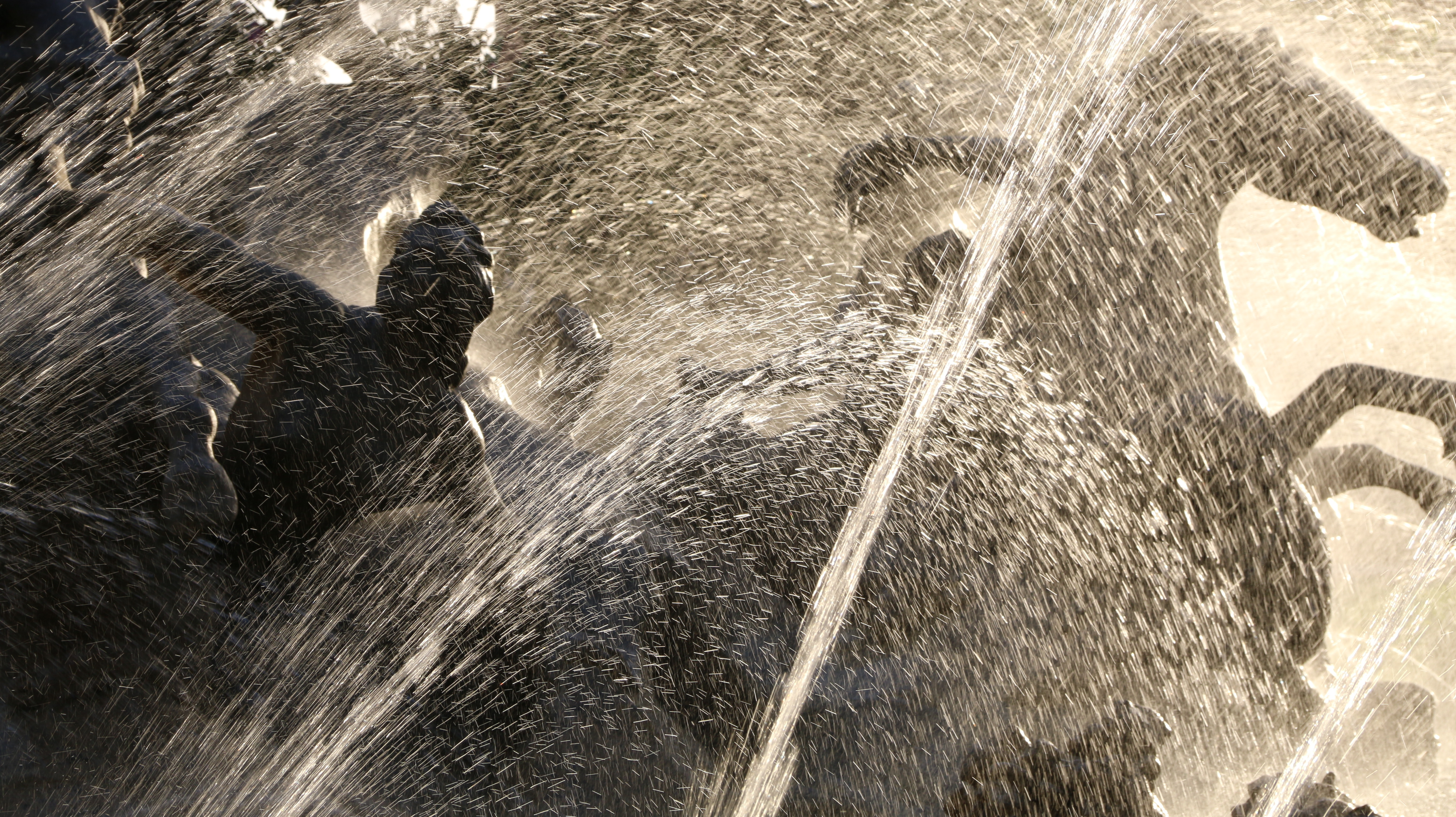